# Puccinia ekmanii
Puccinia ekmanii ist eine Ständerpilzart aus der Ordnung der Rostpilze (Pucciniales). Der Pilz ist ein Endoparasit von  Leersia monandra. Symptome des Befalls durch die Art sind Rostflecken und Pusteln auf den Blattoberflächen der Wirtspflanzen. Ihr Verbreitungsgebiet liegt in Venezuela.

## Merkmale

### Makroskopische Merkmale
Puccinia ekmanii ist mit bloßem Auge nur anhand der auf der Oberfläche des Wirtes hervortretenden Sporenlager zu erkennen. Sie wachsen in Nestern, die als gelbliche bis braune Flecken und Pusteln auf den Blattoberflächen erscheinen.

### Mikroskopische Merkmale
Das Myzel von Puccinia ekmanii wächst wie bei allen Puccinia-Arten interzellulär und bildet Saugfäden, die in das Speichergewebe des Wirtes wachsen. Aecien und Spermogonien fehlen der Art offenbar. Die gelbbraunen Uredien wachsen beidseitig auf den Blättern des Wirtes. Ihre gelblichen bis goldenen Uredosporen sind meist breit oval bis eiförmig, 23–27 × 18–23 µm groß und fein stachelwarzig. Die Telien der Art sind schwarzbraun, früh offenliegend und kompakt. Die haselnussbraunen Teliosporen sind zweizellig, in der Regel elliptisch geformt und 29–36 × 18–23 µm groß; ihr hyaliner oder gelblicher Stiel ist bis zu 110 µm lang.

## Verbreitung
Das bekannte Verbreitungsgebiet von Puccinia ekmanii umfasst lediglich Venezuela.

## Ökologie
Die Wirtspflanze von Puccinia ekmanii ist Leersia monandra. Der Pilz ernährt sich von den im Speichergewebe der Pflanzen vorhandenen Nährstoffen, seine Sporenlager brechen später durch die Blattoberfläche und setzen Sporen frei. Die Art verfügt anscheinend über einen Entwicklungszyklus mit Telien und Uredien, der ohne Wirtswechsel auskommt; Spermogonien und Aecien fehlen offenbar.